# Weather Prediction Center
Pour les articles homonymes, voir WPC et HPC.
Le Weather Prediction Center est un des centres nationaux de prévision du service météorologique américain, le National Weather Service (NWS). Il est une des neuf composantes du National Centers for Environmental Prediction (NCEP) (Centre national de prévision environnementale). Jusqu'au 5 mars 2013, il était connu comme l’Hydrometeorological Prediction Center (HPC) (Centre de prévision en hydrométéorologie) à cause de sa mission de prévision des quantités de précipitations à tomber sur le territoire des États-Unis.
Sa mission s'est largement élargie au cours des années, incluant l'interprétation des modèles de prévision numérique du temps, la prévision à moyens terme de trois à 7 jours et la relève du National Hurricane Center quand un ouragan entre dans les terres, un nouveau nom moins restrictif fut adopté.

## Origine
Le HPC fut créé en octobre 1995 lors d'une réorganisation du NWS qui transféra le National Meteorological Center au NCEP, lui-même provenant de l’Analysis Bureau créée en 1942. On le retrouvait dans le World Weather Building à Camp Springs au Maryland, avec d'autres centres nationaux du NWS: le Climate Prediction Center (CPC), le Ocean Prediction Center (OPC) et le Environmental Modeling Center (EMC).
En avril 2005, la construction d'un nouveau bâtiment fut entreprise à College Park (Maryland) pour loger l’Hydrometeorological Prediction Center (HPC). Cet édifice, terminé en 2009, fait partie du centre M-Square alliant les secteurs privés et gouvernementaux de recherche en technologie et science. Ce centre est l'un des plus grands dans le domaine aux États-Unis. Huit cents personnes travaillent dans l'édifice de 28 000 m2 qui est devenu également le quartier général du NCEP et de quatre de ses autres composantes.

## Mandat
En tant que centre d'excellence national, son mandat est de produire des guides graphiques et des discussions, à l'intention des centres régionaux de prévision du NWS, sur l'interprétation des quantités de précipitations calculées par les modèles numériques de prévision du temps à moyen terme du NCEP (trois à 7 jours). Il émet des discussions sur le comportement de tempêtes qui apporteront des quantités significatives de pluie ou de neige sur le territoire américain. Il prend la relève du National Hurricane Center pour émettre les avertissements météorologiques lorsqu'un cyclone tropical entre sur le continent ou quand ce centre est mis hors-circuit par suite d'un problème de communications.